# Meï Teï Shô
Meï Teï Shô est un groupe de jazz, afrobeat et dub français, originaire de Lyon, en Rhône-Alpes. Le groupe est inactif depuis la sortie de son album Take a Ride le 23 mars 2009.

## Biographie
Meï Teï Shô est « un terme japonais décrit l'état de transe à la suite d'une surconsommation de riz. C'est aussi ce qu'on a voulu faire avec notre musique : évolutive et répétitive ». Plus précisément, ce que l'on appelle en japonais meiteishō (酩酊症) est un syndrome rare qui se produit exclusivement chez des patients présentant dans leur organisme une quantité élevée de certaines levures (notamment la relativement commune candida albicans, responsable de la candidose). Ces levures, utilisant l'amidon présent dans certains aliments comme le riz, produisent de petites quantités d'alcool, lesquelles suffisent néanmoins à provoquer l'ivresse lorsque l'organisme de la personne atteinte n'est pas, ou trop peu, apte à métaboliser l'alcool (voir aldéhyde déshydrogénase).
Meï Teï Shô se fait connaître en 2001 avec l'album Xam sa bop, et la période Jarring Effects où le groupe a souvent été assimilé à la mouvance dub. Le chanteur Sir Jean, le guitariste Kostia et le saxophoniste Riko quittent le groupe en 2005. Un an plus tard, le 16 octobre 2006, Jarring Effects sort un CD/DVD intitulé Dance et and Reflexion avec une captation du dernier live de cette formation enregistré le 26 octobre 2005 au Transbordeur de Lyon, qui contient des documentaires inédits et des bonus,,. Meï Teï Shô accueille plus tard encore le natif de Nashville, Bruce Sherfield, au chant, Éric Teruel au clavier Fender Rhodes et Jean-Philippe Chalte aux machines. Avec cette formation, le groupe sort un nouvel album, Take a Ride, le 23 mars 2009 chez Yotanka Productions,,,.
Le groupe n'effectuera plus de sortie depuis.

## Style musical
Meï Teï Shô est tout aussi bien une musique à écouter, qu'une musique à danser. Tout d'abord, cette musique est le fruit d'une multitude de cultures, transmise par les langages utilisés, les textes, le style, l'énergie, et enfin, les musiciens eux-mêmes. Sur la répétition d'un motif de base, appelé pattern, thèmes et improvisations, instrumentales, comme vocales, s'ajoutent, afin de rendre à leur musique ce style si énergique, qui entraîne et qui aliène.

## Discographie
- 2000 : Maxi

1. Boca Fédi
2. Un Dia
3. Ghetto
4. Souless Cities

- 2001 : Xam Sa Bop

1. Xam Sa Bop
2. Terra di Frio
3. Joe Kool
4. Chora di alma
5. Pygmée
6. Algeria
7. Love is the answer
8. Lud
9. A better man
10. Tooron

- 2002 : Live

1. Red
2. Terra
3. Xam Sa Bop
4. Lud
5. Ghetto youth
6. Un dia
7. Souless cities
8. Algeria
9. Joe kool
10. Love is the answer

- 2002 : Remix mini LP

1. Algeria remix
2. Pygmée remix
3. Joe Kool remix
4. Joe Kool remix

- 2004 : Lô Bâ

1. Stand up and fight again
2. Lambi golo part 1
3. Never money today
4. Lambi golo part 2
5. Ghost friend
6. Nak djerino
7. Inter - ljudi
8. Eye witness
9. Bagdad is burning part 1
10. Love child
11. Inter - ljudi
12. Bagdad is burning part 2
13. Xelal Ko
14. Ashara

- 2009 : Take a Ride

1. Take A Ride
2. Earth, Wind, Fire
3. Neo Tokyo
4. Other Spheres
5. Mosquito
6. Fibeli
7. House Of Sunshine
8. Giant Horses
9. For This
10. Hapshetsout
11. Paler Than Grass
12. Hurry Kane
13. I Read About You

### DVD
- 2008 : Dance et and Reflexion, réalisé par Stef Bloch (Jarring Effect)

## Derniers membres
- Germain Samba — batterie
- Boris Kulenovic — basse